# Letiště Kolín/Bonn

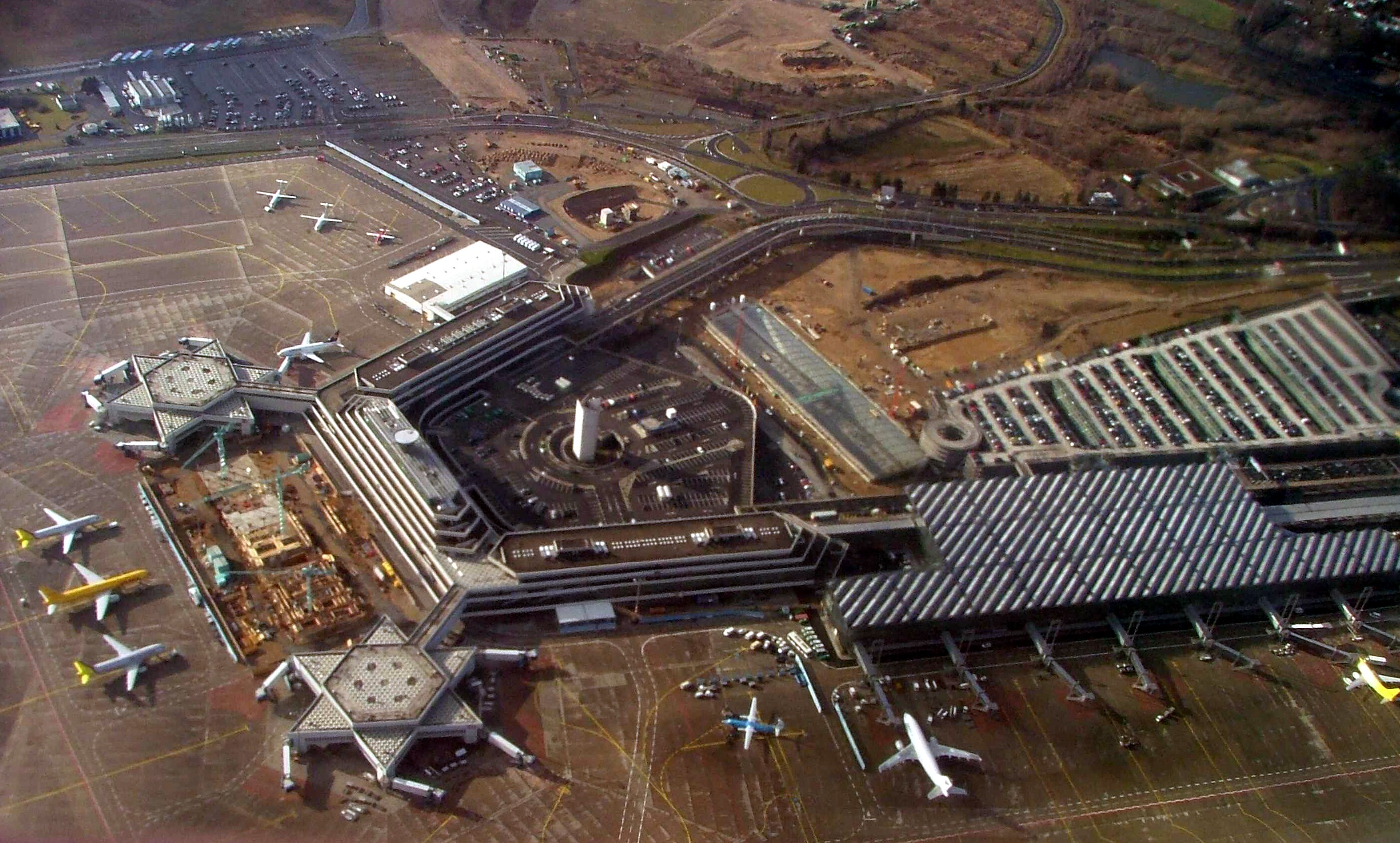
Přehled terminalů, Terminal 1 nalevo, novější Terminal 2 napravo

Letiště Kolín/Bonn (německy Flughafen Köln/Bonn, také Köln/Bonn-Konrad Adenauer či Flughafen Köln-Wahn, IATA: CGN, ICAO: EDDK) je mezinárodní letiště v blízkosti německých měst Kolín nad Rýnem (od kterého je vzdáleno 14,8 km) a Bonn (16 km). Kolín/Bonn je šesté největší letiště v Německu a druhé největší v nákladní dopravě. V roce 2010 letiště odbavilo téměř 9 800 000 cestujících.
Letiště bylo postaveno na počátku druhé světové války v roce 1939 pro německou Luftwaffe. Po válce letiště převzala armáda Velké Británie a rozšířila ho. Pro přepravu osob bylo letiště otevřeno v roce 1951. V 50. a 60. letech 20. století postavili další dvě dráhy i s novým terminálem. V roce 1970 zde poprvé přistál Boeing 747 z New Yorku. V roce 2004 byl postaven další terminál. Později sem začaly létat další letecké společnosti z různých destinací.